# Марсилия азорская
Марсилия азорская (лат. Marsilea azorica) — вид водных папоротников рода Марсилия, эндемик Азорских островов.

## Распространение
Встречается только на острове Терсейра на Азорские островах.

## Описание
Марсилия азорская, как и другие папоротники этого рода, имеет четырёхлопастные листья, напоминающие лист клевера. До 15 см в высоту.  Близка к европейскому виду M. strigosa. Корневище плотное от 0,4 до 1,25 мм в диаметре, почти без ворсинок. Черешок — также без ворсинок от 2,5 до 12 см в длину. Молодое растение зелёного цвета, позже становится оливково-зелёным. Спорокарпы — эллиптической формы, 3,8-4,5 х 2,9-3,3 мм.